# Laphria coquillettii
Laphria coquillettii is een vliegensoort uit de familie van de roofvliegen (Asilidae). De wetenschappelijke naam van de soort werd in 1919 gepubliceerd door Waldo Lee McAtee.